# Scott (Quebec)
Scott es un municipio canadiense situado en la provincia de Quebec.

## Superficie
Scott tiene una superficie de 31,29 km².

## Demografía
En 2021, tenía 2566 habitantes, una densidad poblacional de 82 hab./km², y 1101 viviendas.